# Bulbinella rossii
Bulbinella rossii es una especie de planta bulbosa perteneciente a la familia Xanthorrhoeaceae. Es originaria de Nueva Zelanda.

## Descripción
Es una planta perenne, que crece hasta 1 m de altura y un diámetro basal de 40 mm. Tiene las hojas de color verde oscuro, carnosaa, como cintas de 0,6-1 m de largo y 15-60 mm de ancho. La inflorescencia es en forma de racimo cilíndrico de hasta 600 mm de largo. Las flores son de color amarillo dorado de 10-14 mm de diámetro. El fruto es una cápsula con semillas de color marrón oscuro. La planta florece de octubre a enero y los frutos de diciembre a marzo. 

## Distribución y hábitat
Es endémica de Nueva Zelanda, de las islas Auckland y Campbell. No es común y se ha generalizado desde el nivel del mar a las cumbres de las montañas de la isla. Debido a que crece donde el suelo se ha alterado y donde no es particularmente agradable para transistar por los animales, es común cerca de los viejos sitios de ocupación humana y puede formar densas colonias en campos abiertos y praderas cespitosas.

## Taxonomía
Bulbinella angustifolia fue descrita por (Hook.f.) Cheeseman y publicada en  Manual of the New Zealand Flora 717, en el año 1906.
Etimología
El epíteto específico rossii honra al explorador británico del Antártico James Clark Ross, quien visitó la isla Campbell en diciembre de 1840.
Sinonimia
- Anthericum rossii (Hook.f.) Hook.f.
- Chrysobactron rossii Hook.f. basónimo
- Veratrum dubouzetii Hombr. & Jacquinot ex Decne.[4]